# 早稲田大学大学院経営管理研究科
早稲田大学大学院経営管理研究科（わせだだいがくだいがくいんけいえいかんりけんきゅうか、英: Waseda Business School, WBS）は、東京都新宿区西早稲田にキャンパスを構える早稲田大学大学院の研究科の1つであり、経営大学院（ビジネススクール）。
2016年4月に、大学院商学研究科ビジネス専攻と大学院ファイナンス研究科が統合し、「多方面の経営幹部を育てるビジネス教育と財務・金融のスペシャリストを育てるファイナンス教育を融合させたビジネススクール」として再編された。統合後の経営管理研究科の英語名称はGraduate School of Business and Finance, Waseda Universityとなるが、略称の早稲田大学ビジネススクールやWBSに変更はない。キャンパスは早稲田キャンパス11号館、26号館に置かれ、日本橋キャンパスは経営管理研究科としては利用を行わないこととなる。また、ファイナンス研究科のほとんどの教員が経営管理研究科に異動し、学生はビジネス関連科目だけでなくファイナンス関連科目も履修可能となった。

## 概要
早稲田大学大学院経営管理研究科の目標は、「ビジネス社会において専門的能力と的確な判断力を備え、世界的視野で活躍できる高度専門職業人を育成すること」 である。「経営管理修士」 (MBA) の取得だけでなく、金融のスペシャリストである「ファイナンス修士」の学位を取得できるプログラム が用意されている。
早稲田大学大学院経営管理研究科では「学生層が異なる両者」を一体化することで、業界や年齢の枠を超えて人脈が広がる効果を期待されたが、ファイナンス研究を志す学生にとっては、入学後の学期より研究領域・志望理由外のビジネス科目（7科目必修）が課されることとなり、これが大きな無駄・負担となっている。。
早稲田大学商学学術院には、これまで、早稲田大学ビジネススクール（商学研究科ビジネス専攻）、ファイナンス研究科、会計研究科（会計大学院）の3つの専門職大学院が設置されており、学内推薦も含む学部卒業生の進学者中心で他の2研究科とは大きく性質の異なる会計研究科 に対し、早稲田大学ビジネススクール（商学研究科ビジネス専攻）、ファイナンス研究科は社会人大学院生中心の学生構成であった。また経済学研究科の学問分野のうちファイナンス（金融）に関する研究・教育の多くは日本橋のファイナンス研究科で行われていた。2016年の早稲田大学ビジネススクールへの統合により、これらを同一の早稲田キャンパスに集結させた。
ファイナンス研究科においては、堺屋太一をキャンパス・インテンダント（学督）に迎え、「学理とその 実際的応用を研究教授し、ファイナンス関連業務を行ううえで必要なファイナンス、会計、金融法務、経済の知識をバランスよく有し、かつ、それを有効に活用できる人材を育成することを通して、社会全体の発展に寄与すること」を希求し、2004年4月に開設した。早稲田大学日本橋キャンパス「基本方針諮問会議」には、堺屋太一を議長に、塩川正十郎（元財務大臣）、小林いずみ（メリルリンチ日本証券株式会社 代表取締役社長）、浜田宏一（イェール大学教授、内閣府経済社会総合研究所長）、津川清 (リーマン・ブラザーズ証券会長)、鶴島琢夫（元東京証券取引所社長）らが名を連ねた。
早稲田大学ビジネススクール（商学研究科ビジネス専攻）、ファイナンス研究科とも社会人の再教育を目指す専門職大学院であったが、「現在（早稲田大学）ビジネススクールに通うのは、企業の幹部候補生である30代後半が中心。金融機関勤務の20代が多いファイナンス研究科とはほとんど交流はなかった。両者を統合してイベントやOB会を開くことで、多様なバックグラウンドを持つ人の交流を促す」 ことが、学生の属性の似通った２つの大学院の統合のメリットの一つとしている。統合後の現在の早稲田大学ビジネススクール（経営管理研究科）の入学定員は255名。
2019年に国際認証（EQUIS）、2020年に国際認証（AACSB）を取得。

## 沿革
- 1951年、早稲田大学に大学院商学研究科修士課程設置。
- 1973年、システム科学研究所の1年制プログラム（ノンディグリー）として早稲田大学ビジネススクール (WBS) の最初の前身組織設置。
- 1998年、大学院アジア太平洋研究科国際経営学専攻として学位を授与するMBAプログラムを設置。
- 1999年、商学研究科が現在の夜間主プログラムの前身となる社会人特別入学試験制度を設置。
- 2002年、商学研究科社会人特別入学試験制度を発展させ、夜間主（平日夜間と土曜日の講義配当）ビジネススクールとして商学研究科MBAプログラム（プロジェクトコース）を設置（定員15名）。
- 同年、e-style MBAプログラムを設置。
- 専門職大学院制度の発足を受けて、2003年にアジア太平洋研究科専門職学位課程国際経営学専攻として専門職大学院に改組（定員150名）。
- 同年、技術経営に対する社会的要請の高まりに応えてアジア太平洋研究科にMOTプログラムを追加開設。
- 2004年、商学研究科プロジェクトコースを拡充し、プロフェッショナルコースを設置。（定員40人）
- 同年、金融ビジネスの中心地である日本橋に金融を核とする高度専門職業人の育成を目的としたMBAプログラムを提供する専門職大学院早稲田大学大学院ファイナンス研究科を開設。
- 2006年、シンガポールの南洋理工大学ビジネススクール（ナンヤンビジネススクール）とWBS両校のMBA学位が取得できるダブルMBAプログラムをスタート。
- 2007年、商学研究科プロフェッショナルコースのMBA夜間主プログラムとの統合を経て「商学研究科ビジネス専攻」として早稲田大学ビジネススクールが商学学術院の専門職大学院に改組される。
- 2008年、e-style MBAプログラムを廃止。
- 2012年
  - 早稲田大学ビジネススクールを総合コース（夜間主、全日1年制）、夜間主プロフェッショナル、全日制グローバル、早稲田ナンヤンDMBAの5プログラムに再編成。
  - オックスフォード大学サイード・ビジネススクールのウェブプラットフォーム“Global Opportunities & Threats:Oxford(GOTO)”を利用した双方向オンライン授業（GOTOワークショップ）開始。
- 2015年2月、早稲田大学ビジネススクールとファイナンス研究科の統合を発表。
- 2016年4月、早稲田大学ビジネススクールを商学学術院経営管理研究科に改組。
- 2019年3月、国際認証（EQUIS）取得（2022年、2023年に認証更新）。
- 2020年2月、国際認証（AACSB）取得。

## 特徴
- 「ビジネス」と「ファイナンス」の融合により、メーカー、通信、IT、広告、マスコミ、コンサルティング、金融等、幅広い業種で活躍するビジネスパーソンに幅広い教育「マネジメント・プログラム」を提供。
- 財務部門や金融市場関連の高度な専門知識を必要とする金融機関在籍者や、ファイナンス関連企業・部署へのキャリアチェンジを目指すビジネスパーソンに特化した「ファイナンス・プログラム」を提供。
- 全日制プログラムの他、常勤者として満３年以上の実務経験を有する者を対象とした夜間主（平日夜間・土曜日）プログラム（夜間主総合、夜間主プロフェッショナル）を提供。
- 全日制マネジメント（2年制コース）と早稲田ナンヤンダブルMBAプログラムでは、英語での教育を実施（全日制マネジメントは日本語も選択可能）、英語のみのコースワーク、学位論文執筆による修了も可能。
- WBS研究センターを通じて国内外の課長クラスから役員クラスまでを対象としたノンディグリーのエグゼクティブプログラムの提供、及び日本を代表する経営者が日本のあり方や企業経営への提言を行うCEOラウンドテーブル（早稲田会議）も主催するなど、実業界との強い結びつきがある。
- MBAよりもシニアなビジネスパーソンの教育を目的とするエグゼクティブMBA(EMBA)プログラムをノンデグリー・プログラムとして提供。
- 商学研究科商学専攻の後期博士課程に進学も可能。
- OB会や部活動など学生・修了生主体の活発な活動が行われている。現在、WBSには２つの公認サークル（WBSフットサル部、WBSものづくり部）[7] の他、様々な非公認サークル活動が行われている。WBSのOB会組織としてWBS Business Network（WBS稲門会）がある[8]。

### 定員・入学資格
- 収容定員 510名
- 入学定員 255名（夜間主 140名、全日制 115名）
- 入学資格：社会人を対象とするため原則として標準就業年数を定めるが、全日制グローバルプログラム、MSｃ in Financeプログラムは実務経験がなくても受験できる。夜間主、1年制総合については3年以上の常勤の就業経験が出願要件となっている。

### キャンパスと施設
- 本部キャンパス（早稲田キャンパス）の11号館、26号館に拠点を構える。
- 大学院本体の他、エグゼクティブ向けの教育や産学共同研究などを行うビジネス・ファイナンス研究センターを附置している。
- 経営管理研究科の学生は、中央図書館の他、商学研究図書室、商学系大学院閲覧室、高田早苗記念研究図書館、学生読書室の各図書館が利用できる[9]。

## プログラムと学位

### 夜間主総合
企業等に勤めながら学べる夜間主プログラム。ジェネラルマネジメントについて幅広く学びながら、2年次に専門ゼミを選択。
- 修業年限：2年
- 授業時間帯：平日夜間・土曜
- 入学時期：4月
- 履修言語：日本語
- 授与学位：経営管理修士（専門職）Master of Business Administration
- 入学試験：一般入試（秋募集・冬募集）
- 就業要件：3年以上の常勤の就業経験が必須

### 夜間主プロフェッショナル（マネジメント専修）
企業に勤めながら学べる夜間主プログラム。夜間主総合との違いは、明確な研究目的を持って指導教員を指名して入学するモジュール制を採用している。
- 修業年限：2年
- 授業時間帯：平日夜間・土曜
- 入学時期：4月
- 履修言語：日本語
- 授与学位：経営管理修士（専門職）Master of Business Administration
- 入学試験：一般入試（秋募集のみ）
- 就業要件：3年以上の常勤の就業経験が必須

### 夜間主プロフェッショナル（ファイナンス専修）
企業に勤めながら学べる夜間主プログラム。ファイナンスに特化した研究教育が特徴。
- 修業年限：2年
- 授業時間帯：平日夜間・土曜
- 入学時期：4月
- 履修言語：日本語
- 授与学位：経営管理修士（専門職）Master of Business Administration
- 入学試験：一般入試、企業派遣入試

### 全日制グローバル
フルタイムで2年間学び、グローバルマインドを備えたビジネスリーダーとなることを目指すプログラム。留学生の在学も多い。
- 修業年限：2年
- 授業時間帯：平日昼間中心
- 入学時期：4月（日本語履修）、9月（英語履修）
- 履修言語：日本語または英語
- 授与学位：経営管理修士（専門職）Master of Business Administration
- 入学試験：4月：一般入試、企業派遣入試、事業承継者入試、AO入試 / 9月：AO入試、事業継承者入試、学内推薦入試
- 就業要件：標準就業期間として2年の実務経験を原則とするが必須要件ではない。

### MSc in Finance
フルタイムでグローバルに活躍するファイナンスのプロフェッショナルを養成するプログラム。
- 修業年限：2年
- 授業時間帯：平日昼間中心
- 入学時期：9月
- 履修言語：英語
- 授与学位：ファイナンス修士（専門職）Master of Science in Finance
- 入学試験：AO入試（企業派遣入試を含む）、学内推薦入試
- 就業要件：標準就業期間として2年の実務経験を原則とするが必須要件ではない。

### 1年制総合（全日制）
就業経験を条件にフルタイムの教育で1年間でMBAを取得するプログラム。
- 修業年限：1年
- 授業時間帯：平日昼間中心
- 入学時期：4月
- 履修言語：日本語
- 授与学位：経営管理修士（専門職）Master of Business Administration
- 入学試験：一般入試、企業派遣入試
- 就業要件：3年以上の常勤の就業経験が必須

### 早稲田-ナンヤンダブルMBAプログラム
シンガポール・東京の２つのビジネススクールのキャンパスで14ヶ月学び２つのMBAを取得するプログラム。 
- 修業年限：14か月
- 授業時間帯：平日昼間中心
- 入学時期：7月
- 履修言語：英語
- 授与学位：経営管理修士(専門職)（Master of Business Administration, Waseda University / Master of Business Administration, Nanyang Technological University）
- 入学試験：AO入試

## 主な教員と専門領域
経営管理研究科のホームページにおける専門領域分類による各領域の主要教員（客員教員、モジュール担当を持たない兼任教員、非常勤講師を含まない）

### 経営戦略
- 相葉宏二
- 淺羽茂
- 池上重輔
- 入山章栄
- 内田和成
- 長内厚
- 菅野寛
- 田村泰一
- 根本直子
- 長谷川博和
- 山田英夫

### 総合経営
- 相葉宏二
- 菅野寛
- 平野正雄
- 杉田浩章

### グローバル経営
- 池上重輔
- 入山章栄
- 大滝令嗣
- 平野正雄

### 人材・組織
- 伊藤秀史
- 大滝令嗣
- 竹内規彦

### アカウンティング
- 小宮山賢

### コーポレートファイナンス
- 内田交謹
- 大村敬一
- 米澤康博

### インベストメント
- 川口有一郎
- 竹原均
- 山口勝業

### 応用ファイナンス
- 内田交謹
- 大村敬一
- 川口有一郎
- 竹原均
- 山口勝業

### アントレプレナーシップ
- 田村泰一
- 東出浩教
- 牧兼充

### マーケティング
- 内田和成
- 川上智子
- 長沢伸也

### 技術経営 (MOT)
- 長内厚
- 長沢伸也
- 牧兼充

### 経済
- 淺羽茂
- 伊藤秀史

## 箇所間協定校
北米
- シカゴ大学経営大学院
- 南カリフォルニア（USC）経営大学院
- ワシントン大学経営大学院
- ブランダイス大学国際経済大学院
- カリフォルニア大学（UCLA）経営大学院
- クイーンズ大学経営大学院（カナダ）

ヨーロッパ
- WHU経営大学院（ドイツ）
- ボッコーニ大学大学院（イタリア)
- エセック経済商科大学院大学 (ESSEC) (フランス）
- リヨン経営大学 (フランス)

中国
- 北京大学光華管理学院
- 上海交通大学
- 清華大学経済管理学院
- 中欧国際工商学院（CEIBS）
- 復旦大学管理学院
- 長江商学院

韓国
- 高麗大学校経営大学院
- 延世大学校経営大学院
- 成均館大学校経営管理大学院
- 朝鮮大学校経商大学院

その他
- 国立台湾大学管理学院（台湾）
- モナシュ大学経営大学院 （オーストラリア)
- 国立政治大学商学院（台湾）
- ペルー経営大学院（ペルー)
- 南洋理工大学経営大学院（シンガポール)

## 寄付講座
2021年度寄附講座一覧
- プロロジス寄附講座 - ロジスティクス・SCM
- 大川ドリーム基金寄附講座 - グローバル・ベンチャー企業の創出と経営

## 修了生

### 主な修了生
- 石渡美奈 - ホッピービバレッジ代表取締役社長
- 髙橋明希 - 武蔵境自動車教習所代表取締役、ブリリアントホープ代表者
- 渡嘉敷奈緒美 - 衆議院議員（自由民主党）、環境副大臣、厚生労働副大臣[10]、薬剤師
- 堀内雅生 - USEN-NEXT HOLDINGS監査役、サイバーエージェント社外取締役監査等委員
- 江幡哲也 - オールアバウト創業者・社長兼CEO、ディー・エル・マーケット社長

#### アナウンサー
- 阿部優貴子 - 元CBCテレビアナウンサー、セントフォース所属
- 相内優香 - テレビ東京アナウンサー

#### 旧ファイナンス研究科OB
- 勝間和代 - 経済評論家、著述家、中央大学大学院戦略経営研究科客員教授
- 武藤真祐 - 医師、東京医科歯科大学客員教授、藤田医科大学客員教授、宮内庁侍従職侍医、経営コンサルタント
- 三津原庸介 - 日本調剤代表取締役社長、日本ジェネリック代表取締役社長
- 山田隆 - 昭和女子大学グローバルビジネス学部教授、名古屋商科大学ビジネススクール客員教授
- 稲波紀明 - 日本人で初めてのサラリーマン宇宙旅行者
- 富沢武士 - Mr SAKE 2021年度グランプリ、日本肺癌学会広報大使、稲門医師会メンバー
- 慎泰俊 - 実業家
- 木村佳子 - 経済評論家、テクニカル分析家、コメンテーター
- 柿崎元子 - フリーアナウンサー

## 評価
Eduniversal社による「Eduniversal MASTERS RANKING MBA full time in Far East Asia 2018」において、日本の最上位に選出されている（東アジアで第6位）。英国のQS社による「QS Global MBA Rankings: Asia 2019」で、アジアで第15位に選出されている。
金融学修士部門「Masters in Finance Rankings 2018」では、日本から唯一世界全体で第87位に選出された。
早稲田大学ビジネススクールはABEST21の認証評価校であり、さらに国際認証についても、2019年度にEQUIS認証を取得した。ABEST21はわが国の専門職大学院制度に基づく経営大学院（ビジネススクール）に取得が求められる認証のひとつである。欧米には国家による設置認可という制度がビジネススクールに関しては必ずしも存在しないため、民間の国際認証団体であるEQUISやAACSBなどの認証を受けるのが一般である。